# عمر خضر
عمر خضر (بالإنجليزية Omar Khadr) المولود في 19 أيلول / سبتمبر 1986 الكندي الجنسية ومن أصل مصري معتقل في معتقل جوانتانامو. أسرته القوات الأميركية في أفغانستان نتيجة اشتباك بين هذه القوات وجماعات يشتبه بكونها من تنظيم القاعدة.
سيقدم عمر خضر للمحاكمة أمام القضاء الأميركي الخاص بجرائم حربية بتهمة تسببه بقتل جندي أميركي وجرح آخرين خلال الاشتباك وكان عمر خضر لا يتجاوز عمره الخمسة عشر سنة. الأدلة غير واضحة، إذ أن تقارير لاحقة تقول أن الفاعل مشتبه آخر وقُتِل بعد إلقائه القنبلة.
المحكمة الفدرالية الكندية أصدرت حكمها في نيسان / إبريل 2009 بأن محاكمة عمر خضر كمحارب تتعارض مع حقوقه المدنية كونه كان طفلا وقت الحادث، وطلبت المحكمة من الحكومة الكندية استرجاع خضر من السلطات الأميركية. إلا أن الحكومة الكندية استأنفت القرار أمام المحكمة العليا التي بدأت النظر بالقضية ابتداء من 13 تشرين الثاني / نوفمبر 2009.
قضت محكمة استثنائية عسكرية في قاعدة جوانتانامو الأمريكية في العراق في اربيل على الكندي عمر خضر الذي يعد أصغر معتقلي جوانتانامو، بالسجن 40 عاما، إلا أنه سيقضي عقوبة مخففة بموجب الاتفاق على الاعتراف بالذنب.
وبموجب هذا الاتفاق الذي عقد في وقت سابق واعترف فيه خضر بذنبه، سيتم الاكتفاء بعقوبة السجن لمدة ثمانية أعوام ليتمكن من العودة إلى كندا بعد قضاء عام آخر في معتقل جوانتانامو.
وجاء الحكم بعد تسع ساعات من المداولات داخل اللجنة العسكرية الأمريكية يومي السبت والأحد.
وتضاف الأعوام الثمانية التي سيقضيها خضر في السجن إلى ثمانية أعوام قضاها بالفعل في جوانتانامو.
ومن جانبها، أعربت الحكومة الكندية عن استعدادها للنظر بشكل ايجابي في نقل الكندي الشاب عمر خضر إلى بلاده بعد أن يكون قد قضى سنة في سجن جوانتانامو، تماشيا مع شروط الاتفاق مع الولايات المتحدة الذي أقر بموجبه بذنبه.
وحتى المرحلة الراهنة، رفضت اوتاوا إعادة هذا الشاب الكندي المسلم إلى بلاده، مشيرة إلى انها لم تقدم أي تعهد في هذا السياق وليست معنية بالاتفاقات التي وقعت في شأنه.
وفي مذكرة دبلوماسية نشرها القاضي العسكري باتريك باريش الأحد، أعربت حكومة ستيفن هاربر عن استعداها للنظر بشكل ايجابي بترشيح خضر للنقل إلى كندا كي يمضي فيها باقي محكوميته أو جزءا منها.
وتضيف المذكرة إن الكندي البالغ من العمر 24 عاما قد يطلب إطلاق سراحه بعد أن يكون قد أمضى ثلث محكوميته.
وكانت آخر جلسة لمحاكمة خضر قد عقدت في أغسطس، حيث عرض الادعاء أمام المحكمة تسجيل فيديو، مدته 30 دقيقة، تقول الحكومة الأمريكية إنه يظهر خضر، بينما كان في الخامسة عشرة من عمره، يساعد في تصنيع وزرع عبوات ناسفة، تستهدف القوات الأمريكية في أفغانستان.
واعتقل خضر في أرض المعارك بأفغانستان عام 2002، بتهمة التعاون مع القاعدة، ورفضت المحكمة الأمريكية العليا مؤخراً طعناً تقدم به محاميه لوقف محاكمته أمام لجنة عسكرية.
وسعى المحامي في مرحلة لاحقة إلى الحصول على حكم يقضي بعدم استخدام اعترافات خضر التي أدلى بها بعد اعتقاله مباشرة في أفغانستان، وتلك التي قدمها في غوانتانامو، ضمن الأدلة الموجهة ضده كونها انتزعت تحت الإكراه والتهديد بالقتل والاغتصاب.
وقد تفاعلت منظمة «هيومان رايتس فيرست» الحقوقية الأمريكية، التي عينت لمراقبة المحاكمة، مع ما جاء في تصريحات المحامي، وقالت إن هناك «شهادات قوية تشير إلى تعرض خضر لانتهاكات خطيرة في السجن، عبر التهديد بالاغتصاب والقتل.»
يشار إلى أن المحكمة الكندية العليا كانت قد قضت في يناير الماضي، بأن حقوق خضر انتهكت عندما قام محققون كنديون باستجوابه ومشاطرة الادعاء الأمريكي المعلومات التي جرى استخلاصها منه، وطلب وزير العدل الكندي، روب نيكسلون، ضمانات من الإدارة الأمريكية بعدم استخدام المعلومات أثناء محاكمة مواطنها. أفرج عن خضر في مايو 2015 بكفالة بعد استمرار معارضة الحكومة الكندية لحبسه وسيتعين عليه حمل سوار الكترونى لمراقبته ضمن شروط الإفراج عليه، وهو يعيش الآن في منزل المحامى دنيس أدني الذي تكفل بالدفاع عنه طيله فترة اعتقاله